# Бела паланка
 Тази статия е за града в Сърбия.  За селото в България вижте Бяла паланка.  
Бела паланка (на сръбски: Бела Паланка или Bela Palanka) е град в Сърбия, разположен в окръг Пирот. Според последното преброяване на населението през 2002, в града живеят 8626 души, а в община Бела паланка общо 14 381 души.

## История
В древността градът е бил известен с името Ремесиана. По време на османското владичество е населен предимно с българи. През 1664 година английският дипломат Джон Бърбъри пише за интересен обичай за посрещане и изпращане на гости в Бела паланка:
| „ | „според своя обичай ни посрещнаха българки, разхвърляйки парчета масло и сол по пътя, предвещавйки и пожелавайки успех в пътуването и работите ни“... | “ |

.
Според предварителния Санстефански договор през 1878 година Бела паланка трябвало да влиза в рамките на Княжество България, но след Берлинския договор тя е предадена на Сърбия.
При избухването на Балканската война в 1912 година двама души от Бела паланка са доброволци в Македоно-одринското опълчение.
В града в обща сръбско-българска гробница са погребани 286 български войници и офицери от Първата световна война.

## Личности
Родени в Бела паланка
- Богдан Иванов (1872 – ?), македоно-одрински опълченец, 10 прилепска дружина[4]
- Богдан Милкович (1884 – ?), македоно-одрински опълченец, 1 рота на 10 прилепска дружина[5]
- Божко Игнатов, постъпил на 28 април 1877 година във II рота на I дружина на Българското опълчение[6]

Починали в Бела паланка
- Иван Георгиев Сеизов, български военен деец, подполковник, загинал през Първата световна война[7]